# 要町 (大分市)
要町（かなめまち）は、大分県大分市中心部の九州旅客鉄道（JR九州）大分駅を中心とする地域の町名である。丁目の設定がない単独町名である。住居表示実施済区域。

## 地理

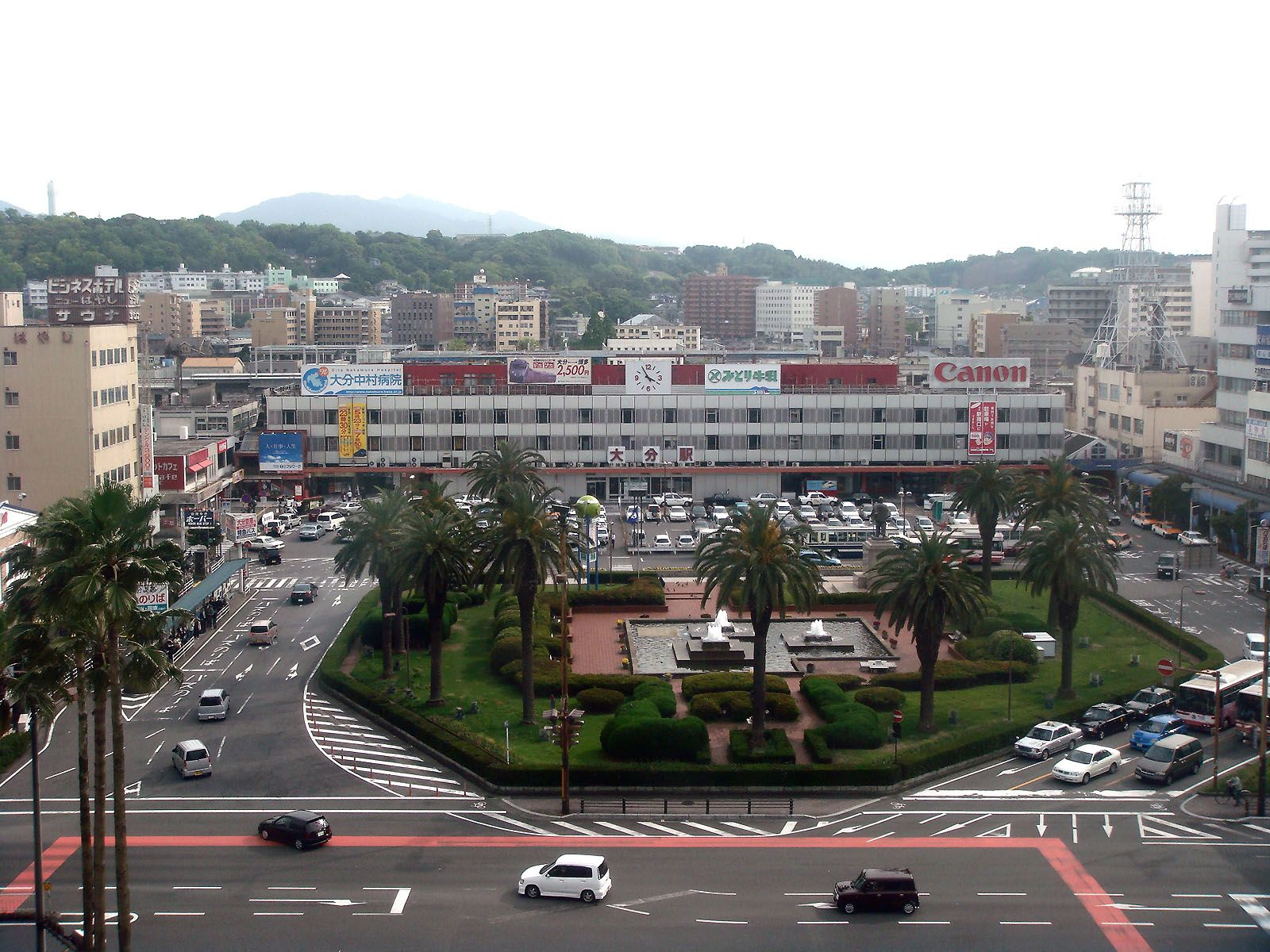
再開発前の大分駅府内中央口（2008年5月撮影）

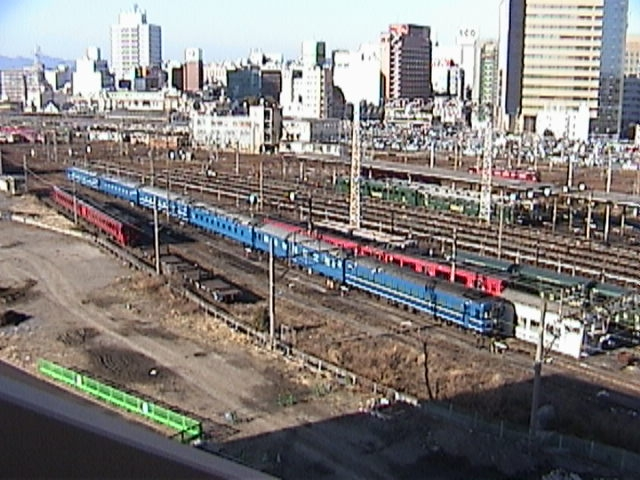
高架化前の豊肥久大運輸センター（2006年2月撮影）

大分駅を中心に日豊本線、久大本線、豊肥本線に沿って北西から南東に細長く延びる地区で、北で末広町及び金池町、東で顕徳町及び上野町、南で東大道及び金池南、西で大道町に接する。
町域は、ほぼ大分駅の構内・旧構内に相当し、現在の大分駅の高架ホーム、駅舎、駅ビル（旧駅舎部分）に加えて、かつて府内中央口（北口）東側にあった旧貨物ホーム部分、上野の森口（南口）南東部にあった旧豊肥久大鉄道事業部豊肥久大運輸センター部分にあたる。このため、町域は大分駅を中心に南東側に大きく広がっている。
2012年（平成24年）3月17日の大分駅高架化と、それに伴う再開発で大きく姿を変えた地域であり、大分駅高架化と同時に駅舎内に豊後にわさき市場が開業。また、2015年（平成27年）には府内中央口側に新駅ビルが竣工し、4月16日に商業施設アミュプラザおおいたが、4月23日にJR九州ホテル ブラッサム大分が開業した。なお、再開発で設けられた施設のうち、府内中央口広場は末広町に、上野の森口広場は東大道一丁目に、大分駅南立体駐車場は金池南に属し、いずれも要町の町域には含まれない。
高架化された駅の南北を結ぶ道路として、2013年（平成25年）2月14日に町域の南東部を横断する都市計画道路金池桜ヶ丘線が開通している。

## 歴史
1966年（昭和41年）に、従前の大字大分字郷ノ本・字畦なし・字角ノ木・字西中原・字北中原・字南中原・字外金池・字内金池・字税所・字南餅田に住居表示を実施した。当時は国鉄大分鉄道管理局などがあったので、｢交通の要（かなめ）｣という理由で命名した。

## 世帯数と人口
2022年（令和4年）3月31日現在（大分市発表）の世帯数と人口は以下の通りである。
| 町丁 | 世帯数  | 人口    |
| ---- | ------- | ------- |
| 要町 | 759世帯 | 1,570人 |

### 人口の変遷
国勢調査による人口の推移。
| 2010年（平成22年） | 430人   | [ 8 ]  |  |
| 2015年（平成27年） | 1,127人 | [ 9 ]  |  |
| 2020年（令和2年）  | 1,774人 | [ 10 ] |  |

### 世帯数の変遷
国勢調査による世帯数の推移。
| 2010年（平成22年） | 133世帯 | [ 8 ]  |  |
| 2015年（平成27年） | 495世帯 | [ 9 ]  |  |
| 2020年（令和2年）  | 828世帯 | [ 10 ] |  |

## 学区
市立小・中学校に通う場合、学区は以下の通りとなる（2022年4月時点）。
| 番地・区域   | 小学校             | 中学校                 |
| ------------ | ------------------ | ---------------------- |
| 東大道を除く | 大分市立金池小学校 | 大分市立上野ヶ丘中学校 |
| 東大道       | 大分市立大道小学校 | 大分市立王子中学校     |

## 事業所
2016年（平成28年）現在の経済センサス調査による事業所数と従業員数は以下の通りである。
| 町丁 | 事業所数  | 従業員数 |
| ---- | --------- | -------- |
| 要町 | 225事業所 | 2,945人  |

## 交通
- 九州旅客鉄道（JR九州） 大分駅

なお、町域に隣接する府内中央口広場には、大分バス、大分交通のバスのりばがあり、多くの一般路線バス・定期観光バス・空港連絡バス等が発着する。

## 施設
- 大分駅
- JRおおいたシティ
  - アミュプラザおおいた
    - 豊後にわさき市場

  - JR九州ホテル ブラッサム大分
  - JRおおいたシティ第1駐車場
  - JRおおいたシティ第3駐車場（旧大分駅西駐車場）

## その他

### 日本郵便
- 郵便番号 : 870-0831[2]（集配局 : 大分中央郵便局[13]）。